# Seznam členů Judas Priest

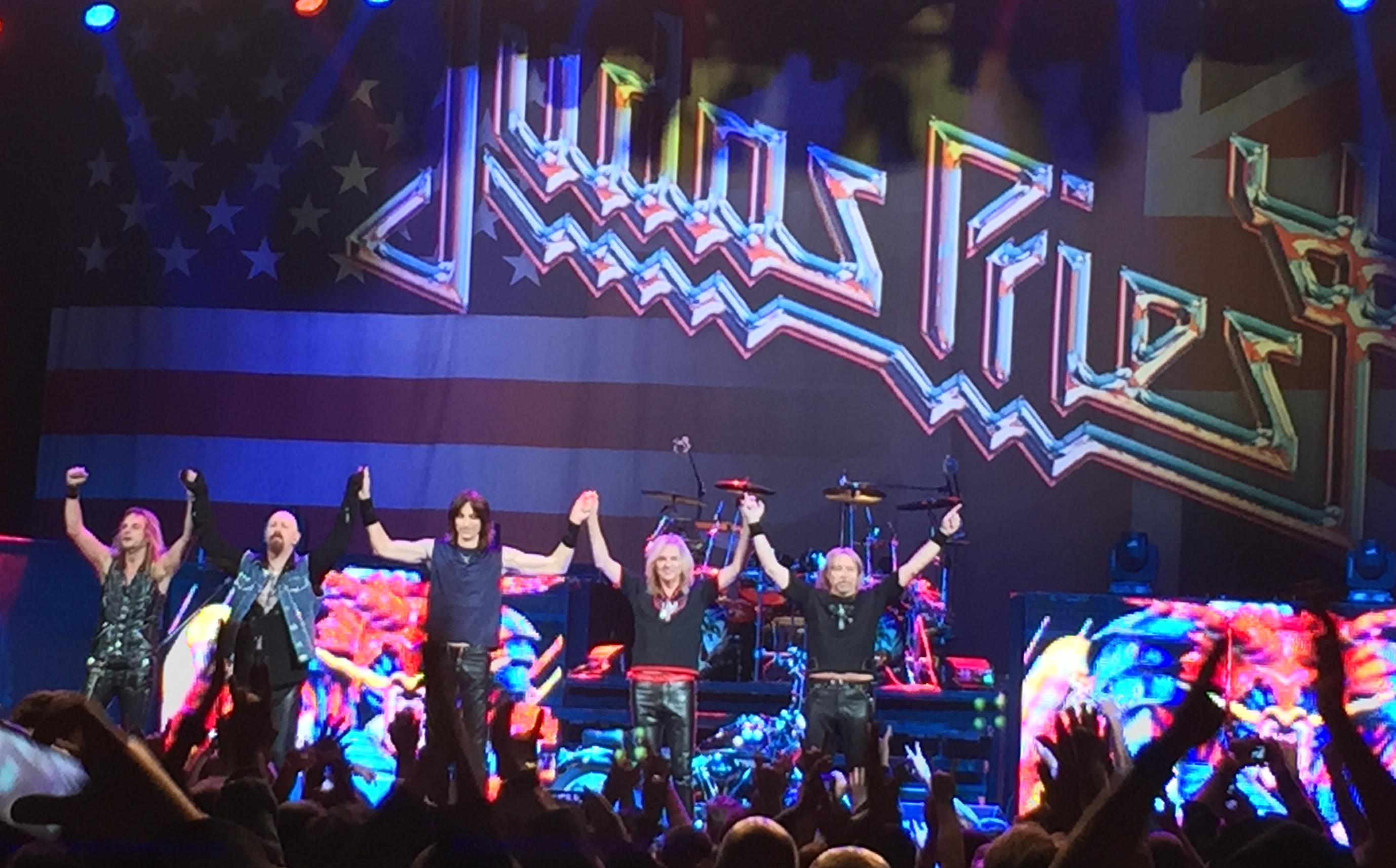
Současná sestava Judas Priest, zleva: Richie Faulkner, Rob Halford, Scott Travis, Glenn Tipton a Ian Hill.

Judas Priest jsou anglická heavymetalová skupina z Birminghamu. Vznikla roku 1969 a původní sestavu tvořili Al Atkins, kytarista Ernest Chataway, basista Bruno Stapenhill a bubeník John Partridge. Po rozpadu roku 1970 se Atkins připojil ke členům skupiny Freight - kytarista K. K. Downing, basista Ian Hill a bubeník John Ellis. Skupina před tím, než vydala první album, několikrát změnila složení – Ellis byl nahrazenem Alanem Moorem v roce 1971, který byl později nahrazen Chrisem Campbellem na konci roku. John Hinch Campbella nahradil roku 1973 a dalším kytaristou Glennem Tiptonem v roce 1974 nahráli debutové album Rocka Rolla.

## Členové

### Současní
| Foto            | Jméno           | Aktivní roky         | Nástroje                                                       | Release contributions |
| --------------- | --------------- | -------------------- | -------------------------------------------------------------- | --- |
| Ian Hill        | Ian Hill        | 1969–dosud           | baskytara, doprovodné vokály                                   | všechna vydání Judas Priest |
| Rob Halford     | Rob Halford     | 1973–1992 2003–dosud | hlavní zpěv                                                    | všechna vydání Judas Priest od Rocka Rolla (1974) po Painkiller (1990) všechna vydání Judas Priest od Angel of Retribution (2005) dosud |
| Glenn Tipton    | Glenn Tipton    | 1974–dosud           | Sólová a doprovodná kytara syntezátory piano doprovodné vokály | všechna vydání Judas Priest |
| Scott Travis    | Scott Travis    | 1989–dosud           | bicí                                                           | všechna vydání Judas Priest od Painkiller (1990) dosud                                                                                  |
| Richie Faulkner | Richie Faulkner | 2011–dosud           | sólová a doprovodná kytara, doprovodné vokály                  | Redeemer of Souls (2014) |

### Dřívější
| Foto               | Jméno                  | Aktivní roky   | Nástroje                                                 | Release contributions                                                             |
| ------------------ | ---------------------- | -------------- | -------------------------------------------------------- | --------------------------------------------------------------------------------- |
| K. K. Downing      | K. K. Downing          | 1969–2011      | Sólová a doprovodná kytara syntezátory doprovodné vokály | všechna vydání Judas Priest od Rocka Rolla (1974) po A Touch of Evil: Live (2009) |
|                    | Al Atkins              | 1969–1973      | hlavní zpěv                                              | žádné                                                                             |
|                    | John Ellis             | 1969–1971      | bicí                                                     | žádné                                                                             |
|                    | Alan Moore             | 1971 1975–1976 | bicí                                                     | Sad Wings of Destiny (1976)                                                       |
|                    | Chris "Congo" Campbell | 1971–1973      | bicí                                                     | žádné                                                                             |
|                    | John Hinch             | 1973–1975      | bicí                                                     | Rocka Rolla (1974)                                                                |
| Simon Phillips     | Simon Phillips         | 1976–1977      | bicí                                                     | Sin After Sin (1977)                                                              |
|                    | Les Binks              | 1977–1979      | bicí                                                     | Stained Class (1978) Killing Machine (1978) Unleashed in the East (1979)          |
|                    | Dave Holland           | 1979–1989      | bicí, doprovodné vokály                                  | všechna vydání Judas Priest od British Steel (1980) po Ram It Down (1988)         |
| Tim „Ripper“ Owens | Tim „Ripper“ Owens     | 1996–2003      | hlavní vokály                                            | všechna vydání Judas Priest od Jugulator (1997) po Live in London (2003)          |

### Hosté
| Foto | Jméno       | Aktivní roky                     | Nástroje                                      | Release contributions                                                                 |
| ---- | ----------- | -------------------------------- | --------------------------------------------- | ------------------------------------------------------------------------------------- |
|      | Jeff Martin | 1985–1986                        | doprovodné vokály                             | Turbo (1986)                                                                          |
|      | Don Airey   | 1990, 2000–2001, 2004, 2006–2007 | klávesy                                       | Painkiller (1990), Demolition (2001), Angel of Retribution (2004), Nostradamus (2008) |
|      | Andy Sneap  | 2018–dosud                       | rytmická kytara, doprovodné vokály, producent | Firepower (2018) a Invincible Shield (2024)                                           |